# Liste der Kulturdenkmäler in Vinningen
In der Liste der Kulturdenkmäler in Vinningen sind alle Kulturdenkmäler der rheinland-pfälzischen Ortsgemeinde Vinningen aufgeführt. Grundlage ist die Denkmalliste des Landes Rheinland-Pfalz (Stand: 14. Dezember 2023).

## Einzeldenkmäler
| Bezeichnung                      | Lage                                        | Baujahr         | Beschreibung                                                                                            | Bild                           |
| -------------------------------- | ------------------------------------------- | --------------- | --- | ------------------------------ |
| Museum                           | Alte Kirchgasse 1/3 Lage                    | 14. Jahrhundert | ehemalige katholische Pfarrkirche St. Sebastian; Saalbau, um 1737, ehemaliger Chorturm, 14. Jahrhundert | weitere Bilder Fotos hochladen |
| Wegekreuz                        | Bottenbacher Straße, am Ortseingang Lage    |                 | Wegekreuz                                                                                               | BW                             |
| Wohnhaus                         | Hauptstraße 61 Lage                         | 18. Jahrhundert | Fachwerkhaus, teilweise massiv, 18. Jahrhundert                                                         | BW                             |
| Katholische Kirche               | Luitpoldplatz 1 Lage                        | 1949–51         | Saalbau, 1949–51, Diözesanbaumeister Wilhelm Schulte II.                                                | weitere Bilder Fotos hochladen |
| Kriegerdenkmal                   | Luitpoldplatz, bei Nr. 1 Lage               |                 | Kriegerdenkmal des Ersten und Zweiten Weltkriegs                                                        | weitere Bilder Fotos hochladen |
| Evangelische Kirche Luthersbrunn | westlich des Ortes (Kröpper Straße 21) Lage | 1768            | Saalbau, 1768, mit Kirchendienerwohnung und Gemeindesaal                                                | weitere Bilder Fotos hochladen |

## Ehemalige Kulturdenkmäler
| Bezeichnung | Lage                      | Baujahr | Beschreibung                                                                                 | Bild |
| ----------- | ------------------------- | ------- | -------------------------------------------------------------------------------------------- | ---- |
| Pfarrhaus   | Alte Kirchgasse 5 Lage    | 1743    | ehemaliges Pfarrhaus; Putzbau, angeblich von 1743; aus Denkmalliste gelöscht und abgebrochen | BW   |
| Wohnhaus    | Zweibrücker Straße 6 Lage |         | Wohnstallhaus, Obergeschoss in Fachwerk; aus Denkmalliste gelöscht                           | BW   |